# Évrecy
Évrecy est une commune française, située dans le département du Calvados et la région Normandie, peuplée de 2 052 habitants.

## Géographie
Évrecy est située dans la plaine de Caen, entre Caen et Villers-Bocage, à mi-distance de ces deux villes. Elle se situe par la route à 15 kilomètres de Caen, à 13,5 kilomètres de Villers-Bocage et à 14,5 kilomètres d'Aunay-sur-Odon.
Au sud de la ville passent deux ruisseaux : la Guigne et le ruisseau de Verdun. Seule la Guigne traverse une zone urbanisée tout au sud de la ville à la jonction entre la rue d'Yverdon et la D 41 vers Amayé-sur-Orne.
| Bougy                                                | Gavrus                 | Esquay-Notre-Dame |
| Vacognes-Neuilly (comm. ass. de Neuilly-le-Malherbe) | Évrecy                 | Avenay            |
| Vacognes-Neuilly (territoire de Vacognes)            | Sainte-Honorine-du-Fay | Maizet            |

### Hydrographie
La commune est située dans le bassin Seine-Normandie. Elle est drainée par la Guigne et le ruisseau de Verdun,,.
La Guigne, d'une longueur de 11 km, prend sa source dans la commune de Vacognes-Neuilly et se jette  dans l'Orne à Laize-Clinchamps, après avoir traversé huit communes. 

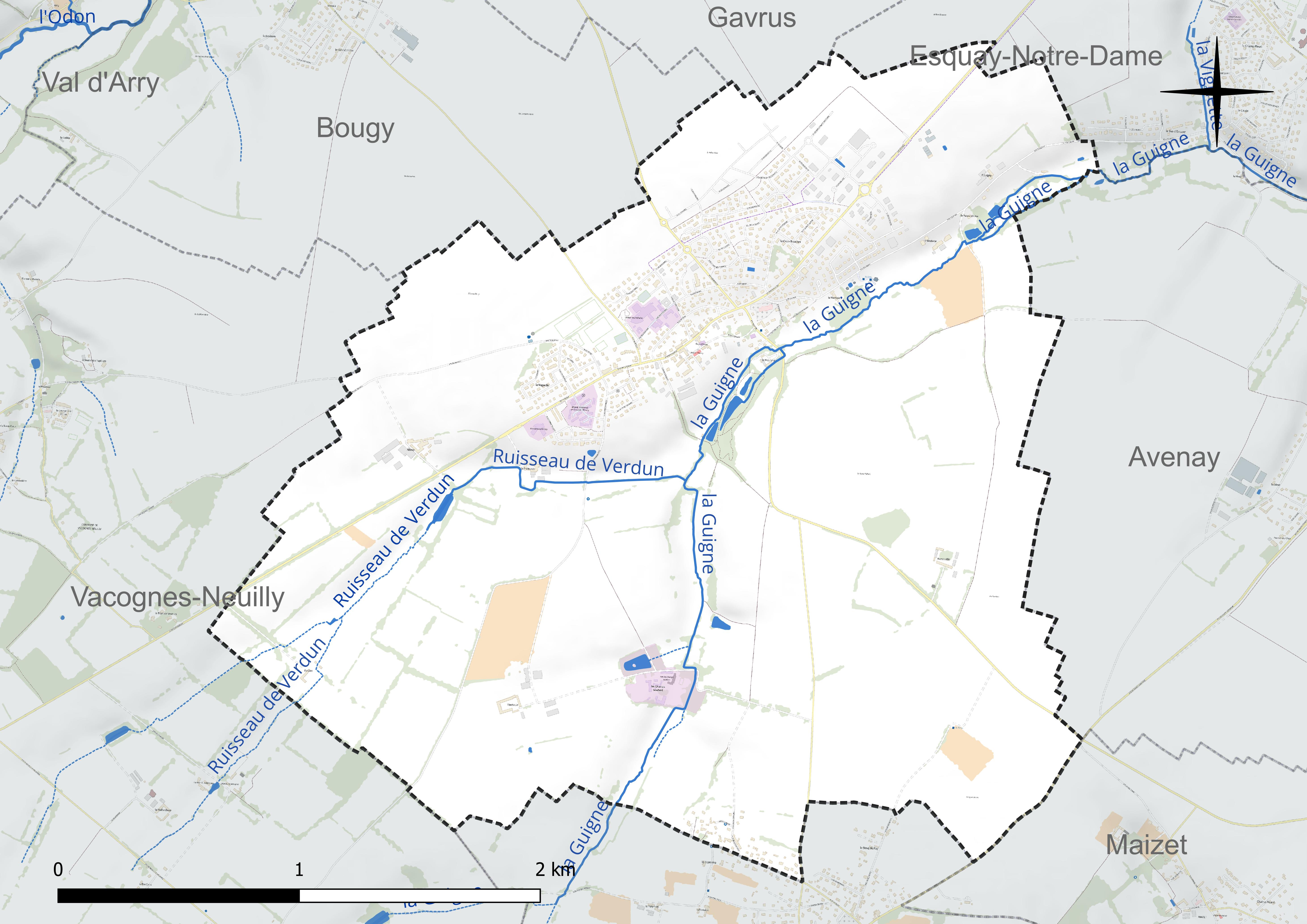
Réseau hydrographique d'Évrecy.

### Climat
Pour des articles plus généraux, voir Climat de la Normandie et Climat du Calvados.
En 2010, le climat de la commune est de type climat océanique altéré, selon une étude du CNRS s'appuyant sur une série de données couvrant la période 1971-2000. En 2020, Météo-France publie une typologie des climats de la France métropolitaine dans laquelle la commune est exposée à un climat océanique et est dans la région climatique  Normandie (Cotentin, Orne), caractérisée par une pluviométrie relativement élevée (850 mm/a) et un été frais (15,5 °C) et venté. Parallèlement le GIEC normand, un groupe régional d'experts sur le climat, différencie quant à lui, dans une étude de 2020, trois grands types de climats pour la région Normandie, nuancés à une échelle plus fine par les facteurs géographiques locaux. La commune est, selon ce zonage, exposée à un « climat des plateaux abrités », correspondant à la plaine agricole de Caen à Falaise, sous le vent des collines de Normandie et proche de la mer, se caractérisant par une pluviométrie et des contraintes thermiques modérées.
Pour la période 1971-2000, la température annuelle moyenne est de 10,6 °C, avec une amplitude thermique annuelle de 12,2 °C. Le cumul annuel moyen de précipitations est de 766 mm, avec 12,5 jours de précipitations en janvier et 7,7 jours en juillet. Pour la période 1991-2020, la température moyenne annuelle observée sur la station météorologique la plus proche, située sur la commune de Carpiquet à 11 km à vol d'oiseau, est de 11,5 °C et le cumul annuel moyen de précipitations est de 740,3 mm,. Pour l'avenir, les paramètres climatiques de la commune estimés pour 2050 selon différents scénarios d'émission de gaz à effet de serre sont consultables sur un site dédié publié par Météo-France en novembre 2022.

## Urbanisme

### Typologie
Au 1er janvier 2024, Évrecy est catégorisée bourg rural, selon la nouvelle grille communale de densité à 7 niveaux définie par l'Insee en 2022.
Elle appartient à l'unité urbaine d'Évrecy, une agglomération intra-départementale dont elle est ville-centre,. Par ailleurs la commune fait partie de l'aire d'attraction de Caen, dont elle est une commune de la couronne,. Cette aire, qui regroupe 296 communes, est catégorisée dans les aires de 200 000 à moins de 700 000 habitants,.

### Occupation des sols

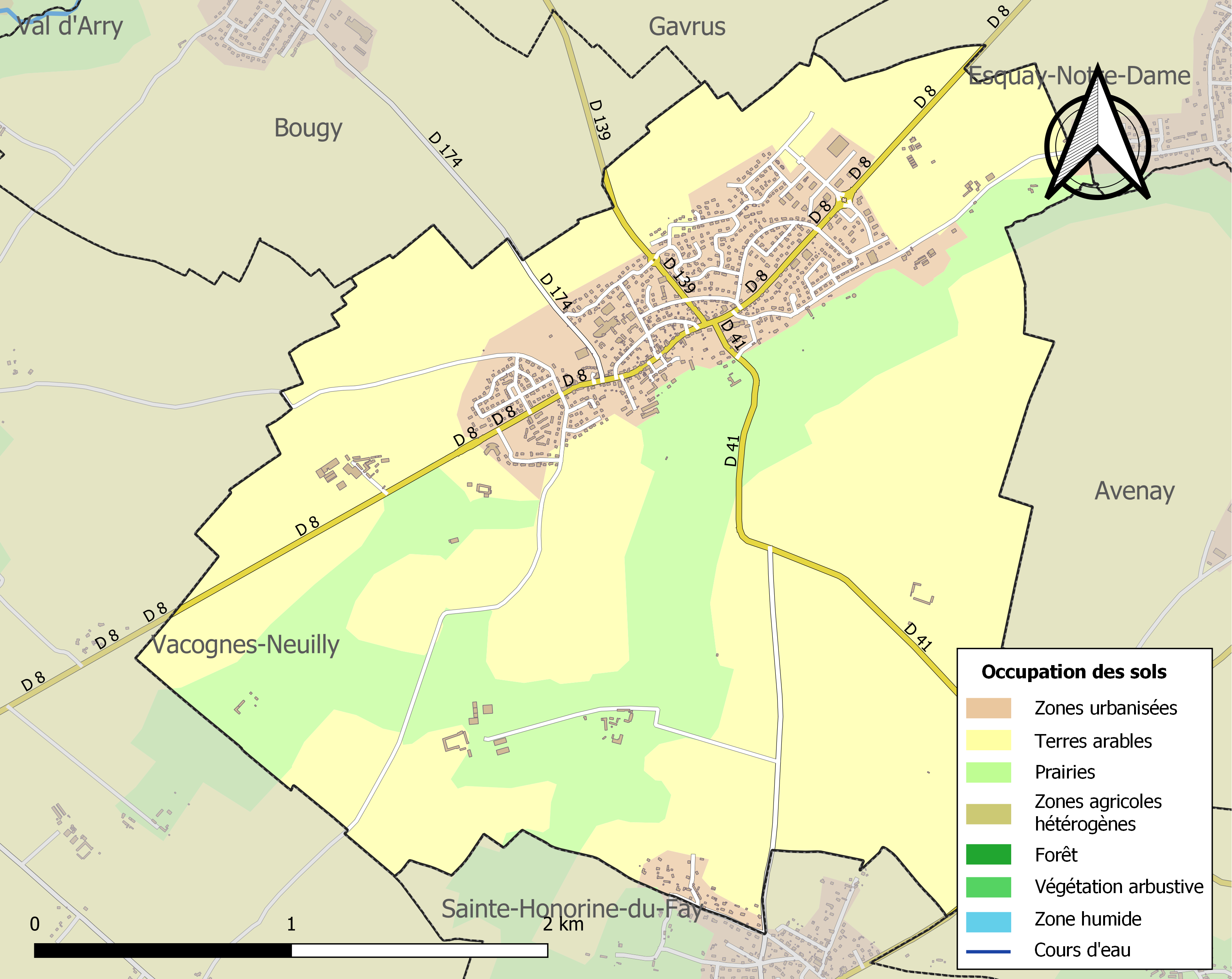
Carte des infrastructures et de l'occupation des sols de la commune en 2018 (CLC).

L'occupation des sols de la commune, telle qu'elle ressort de la base de données européenne d'occupation biophysique des sols Corine Land Cover (CLC), est marquée par l'importance des territoires agricoles (87,3 % en 2018), en diminution par rapport à 1990 (93,3 %).
La répartition détaillée en 2018 est la suivante : terres arables (64,3 %), prairies (23 %), zones urbanisées (12,7 %).
L'évolution de l'occupation des sols de la commune et de ses infrastructures peut être observée sur les différentes représentations cartographiques du territoire : la carte de Cassini (XVIIIe siècle), la carte d'état-major (1820-1866) et les cartes ou photos aériennes de l'IGN pour la période actuelle (1950 à aujourd'hui).

## Toponymie
Le nom de la localité est attesté sous les formes Urcei en 1035 et 1037, Evrecei en 1144, Obreceio en 1145 et Everceium en 1198,.
Le toponyme est issu d'un anthroponyme mal déterminé : il peut être roman tel qu'Eboricus, ou germanique tel qu'Eboric ou Evericus.
Le gentilé est Ébrocéen.

## Histoire
L'existence d'une communauté villageoise est attestée dès le Ve siècle. En 2014, une nécropole mérovingienne complète de plus de 300 sépultures, dont certaines contenant un mobilier riche, est mise au jour.
Dans la première moitié du XIe siècle la paroisse a pour seigneur Hamon aux dents, l'un des barons normands révoltés contre le jeune duc de Normandie, Guillaume le Bâtard, qu'il affrontera en 1047 à la bataille de Val-ès-Dunes, et où il trouvera la mort.
Sous l'Ancien Régime, la ville est le chef-lieu d'un doyenné, celui d'Évrecy, dépendant du diocèse de Bayeux.
Le 15 juin 1944, une dizaine de jours après le débarquement de Normandie lors de la Seconde Guerre mondiale, un bombardement aérien allié détruit 86 % du village et tue 130 habitants sur 400,. L'objectif des Alliés était une concentration de troupes allemandes et de dépôt de munitions dans la forêt à proximité et ou ils avaient même établi une piste d'aviation.
Un odonyme local (la rue du 15-Juin-1944) rappelle ce tragique événement.
Lors du second tour de l'élection présidentielle du 7 mai 2017, les résultats de la commune ont été invalidés par le Conseil constitutionnel car les électeurs étaient invités à signer la liste d'émargement avant d'introduire leur bulletin dans l'urne ce qui est contraire au code électoral (dernier alinéa de l'article L. 62-1). Le bureau de vote d'Évrecy a été l'un des trente-cinq bureaux de vote en France où le scrutin a été invalidé pour ce second tour.

## Politique et administration

### Liste des maires
| Période                                  | Période   | Identité      | Étiquette | Qualité |
| ---------------------------------------- | --------- | ------------- | --------- | --- |
| Les données manquantes sont à compléter. |           |               |           | |
| 1941                                     | 1950      | Pierre Voisin | Rép.ind.  | Industriel du lait |
| ?                                        | 1959 ?    | Marcel Morin  |           | Notaire, maire honoraire Chevalier de l'Ordre national du Mérite |
| 1959                                     | mars 1977 | Pierre Voisin |           | Industriel du lait retraité |
| mars 1977                                | En cours  | Henri Girard  | DVD       | Professeur d'histoire-géographie retraité Conseiller général d'Évrecy (1982 → 2015) Vice-président du conseil général du Calvados 1er vice-président de la CC Vallées de l'Orne et de l'Odon |

Le conseil municipal est composé de dix-neuf membres dont le maire et cinq adjoints.

### Jumelages

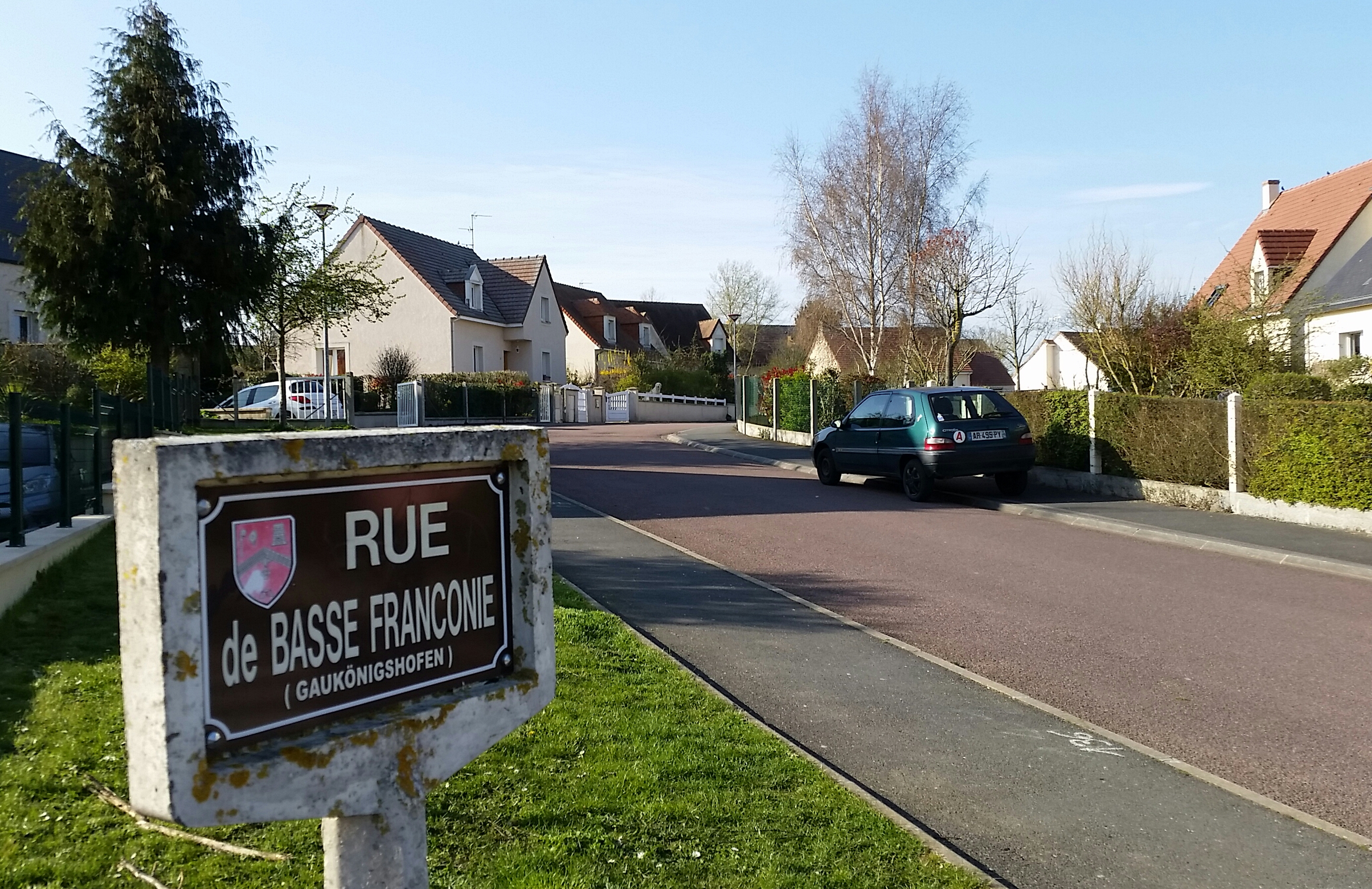
Rue de Basse-Franconie (Gaukönigshofen) à Évrecy.

Au 7 août 2013, Évrecy est jumelée avec :
- Gaukönigshofen (Allemagne) depuis le 8 mai 1998.

## Équipements et services publics
La commune est un village fleuri (trois fleurs) au concours des villes et villages fleuris.

### Enseignement
- L'école maternelle regroupe cinq classes accueillant les enfants de 3 à 6 ans des communes d'Évrecy, Gavrus et Maisoncelles-sur-Ajon.
- L'école primaire regroupe huit classes accueillant les enfants du CP au CM2 des communes d'Évrecy, Gavrus et Maisoncelles-sur-Ajon.
- Le collège Paul-Verlaine accueille les élèves de la 6e à la 3e des communes d'Amayé-sur-Orne, Avenay, Baron-sur-Odon, Bougy, Esquay-Notre-Dame, Évrecy, Feuguerolles-Bully, Gavrus, La Caine, Maisoncelles-sur-Ajon, Maizet, Montigny, Préaux-Bocage, Sainte-Honorine-du-Fay, Vacognes-Neuilly et Vieux.

## Démographie
L'évolution du nombre d'habitants est connue à travers les recensements de la population effectués dans la commune depuis 1793. Pour les communes de moins de 10 000 habitants, une enquête de recensement portant sur toute la population est réalisée tous les cinq ans, les populations de référence des années intermédiaires étant quant à elles estimées par interpolation ou extrapolation. Pour la commune, le premier recensement exhaustif entrant dans le cadre du nouveau dispositif a été réalisé en 2008.
En 2022, la commune comptait 2 052 habitants, en évolution de +1,79 % par rapport à 2016 (Calvados : +1,58 %, France hors Mayotte : +2,11 %).
| 1793 | 1800 | 1806 | 1821 | 1831 | 1836 | 1841 | 1846 | 1851 |
| ---- | ---- | ---- | ---- | ---- | ---- | ---- | ---- | ---- |
| 722  | 745  | 746  | 815  | 839  | 826  | 781  | 838  | 852  |

| 1856 | 1861 | 1866 | 1872 | 1876 | 1881 | 1886 | 1891 | 1896 |
| ---- | ---- | ---- | ---- | ---- | ---- | ---- | ---- | ---- |
| 816  | 759  | 752  | 707  | 737  | 713  | 652  | 615  | 515  |

| 1901 | 1906 | 1911 | 1921 | 1926 | 1931 | 1936 | 1946 | 1954 |
| ---- | ---- | ---- | ---- | ---- | ---- | ---- | ---- | ---- |
| 520  | 565  | 543  | 537  | 458  | 431  | 459  | 405  | 590  |

| 1962 | 1968 | 1975 | 1982  | 1990  | 1999  | 2006  | 2008  | 2013  |
| ---- | ---- | ---- | ----- | ----- | ----- | ----- | ----- | ----- |
| 607  | 619  | 828  | 1 099 | 1 093 | 1 263 | 1 492 | 1 557 | 1 928 |

| 2018  | 2022  | - | - | - | - | - | - | - |
| ----- | ----- | - | - | - | - | - | - | - |
| 2 000 | 2 052 | - | - | - | - | - | - | - |

## Culture locale et patrimoine

### Lieux et monuments
- Ancienne abbaye bénédictine du VIIe siècle.
- Église Notre-Dame des XIIIe – XVIe siècles, inscrite au titre des monuments historiques par arrêté du 16 mai 1927[35].
- Château de Champ Goubert.
- Vestiges d'une motte féodale, au sud-ouest du village, près de l'église, sur le bord du coteau dominant la rive gauche de la Guigne[36].
- Lavoir.

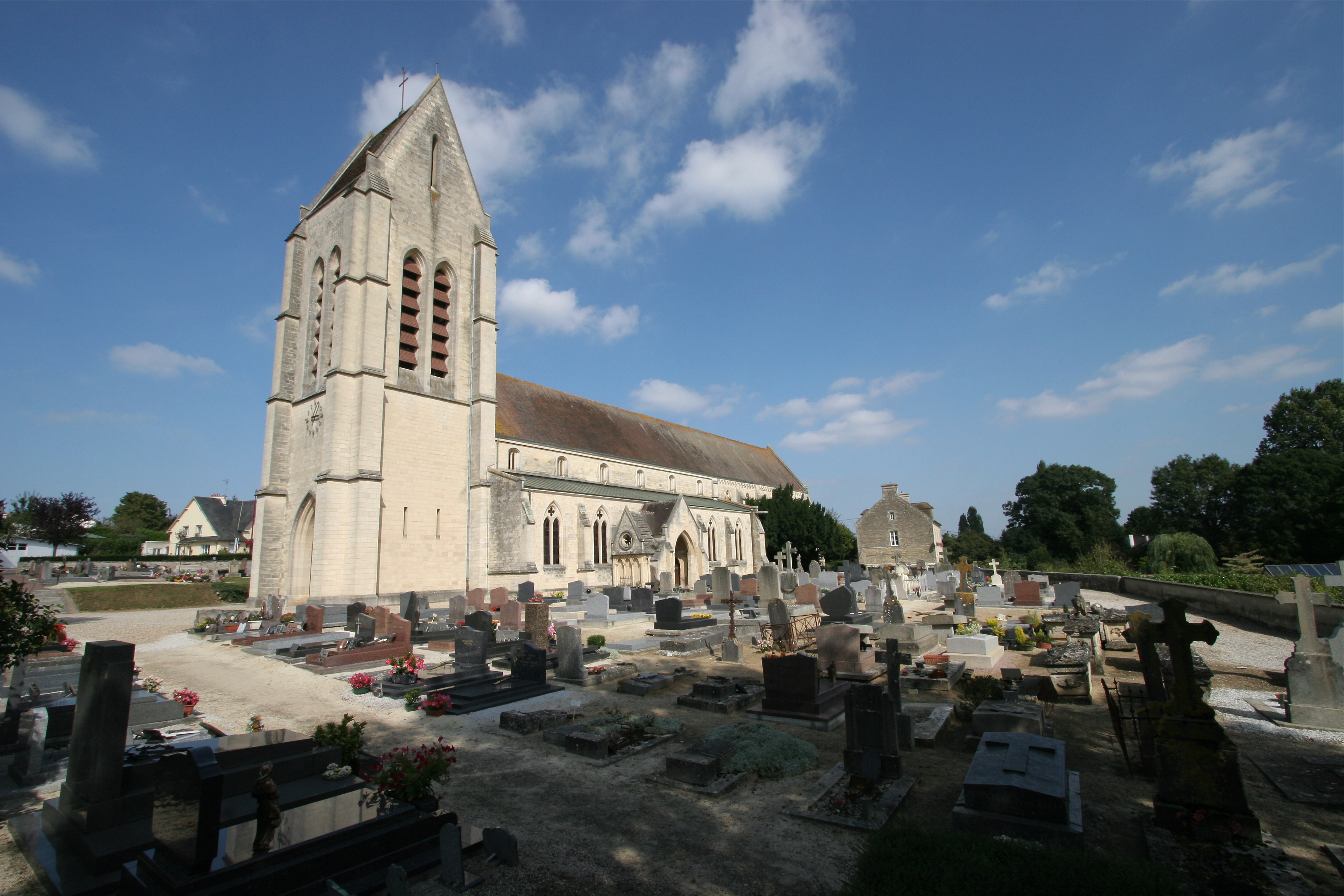
L'église Notre-Dame.
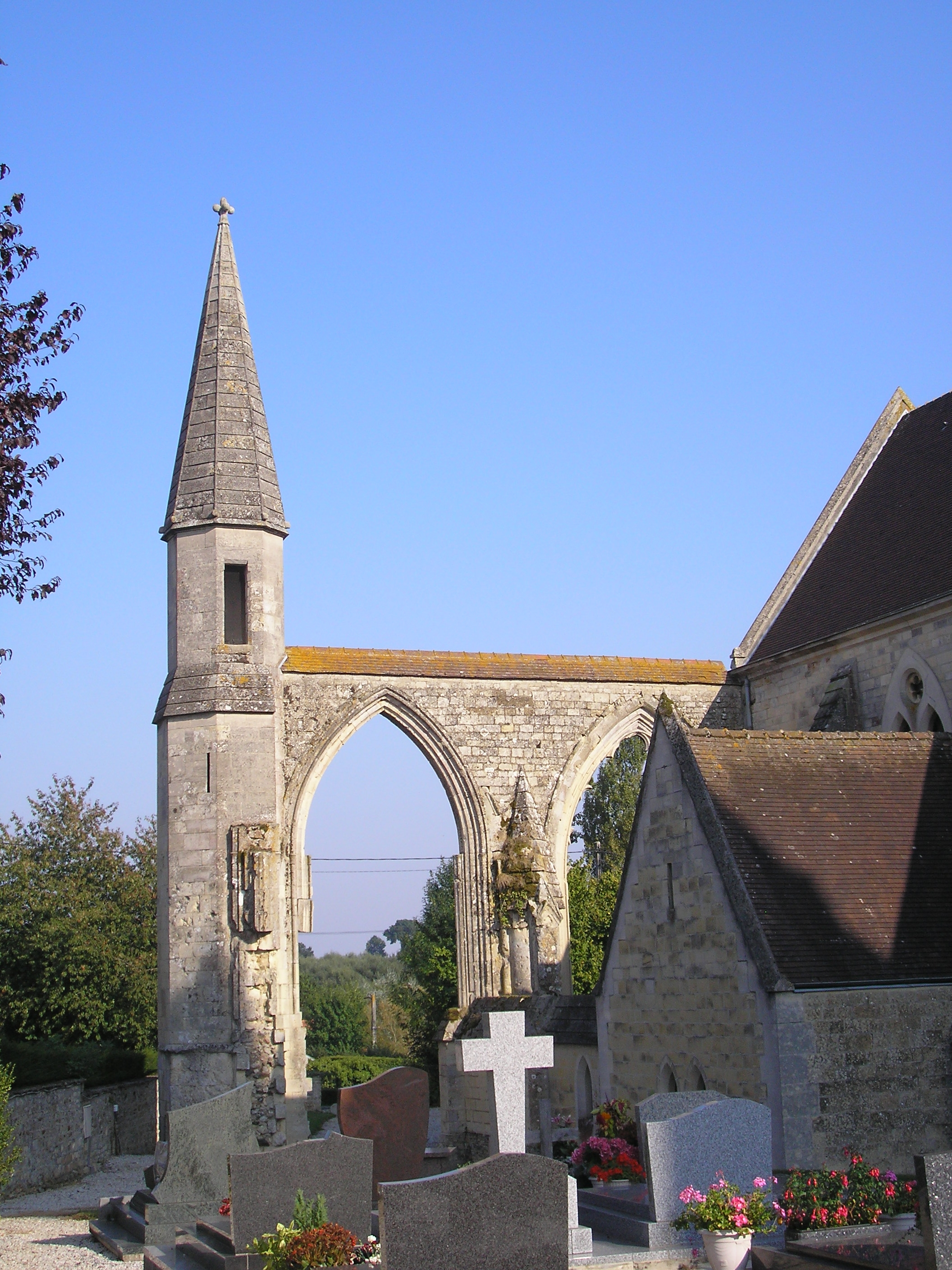
L'église Notre-Dame.
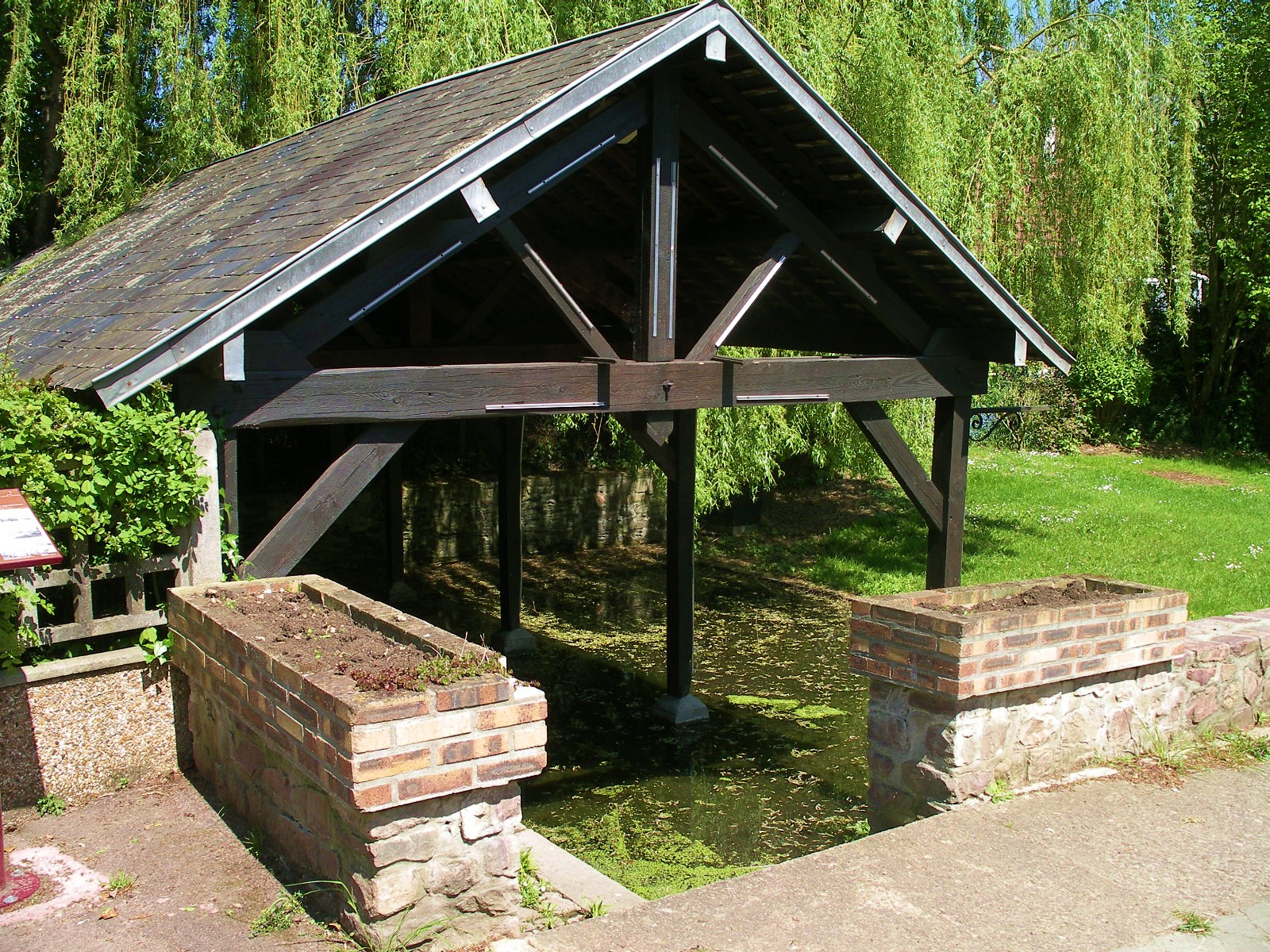
Le lavoir.

### Personnalités liées
- Édouard Lair de Beauvais (Évrecy, 1790 - 1851), architecte.

### Héraldique
| Blason de Évrecy | Blason  | De gueules au chevron d'or maçonné de sable dans le sens du chevron auquel est appendue la croix de guerre 1939-1945 au naturel, accompagné en chef dextre d'une crosse contournée et senestrée d'une mitre, à senestre d'une tour et en pointe d'une balance, le tout d'or. |
| Blason de Évrecy | Détails | Création M Gaudin, 1947. |